# Mirko Hanák
Mirko Hanák (26. června 1921 Turčianský Svatý Martin – 4. listopadu 1971 Praha) byl československý malíř, grafik a ilustrátor, jenž proslul zejména svými osobitými ilustracemi, litografiemi s přírodními náměty. Námětem jeho kreseb a grafik byla velmi často divoce žijící zvířata pocházející z české přírody.

## Život
Mirko Hanák patřil mezi české nejúspěšnější ilustrátory knih o přírodě. Určitě k tomu přispěla i místa, kde pobýval. Okolí Turčianského Svatého Martina, v Kroměříži, v Olomouci či prázdniny u babičky ve Skaličce u Zábřehu.
Do jeho života zasáhla válka. Jako příslušník „ročníku 21“ byl po dvouletém studiu na Baťově škole umění ve Zlíně povolán na práci v Německu. Pracoval v továrně u Kapfenbergu, odkud o Vánocích 1944 uprchl se svým kamarádem, malířem Čestmírem Kafkou. Po osvobození Československa se přihlásil na Vysokou školu uměleckoprůmyslovou v Praze, studoval u Josefa Nováka. Domů se teď vracel do Jeseníků, kam se jeho rodiče přestěhovali. Tam měl svůj ateliér a také vlastní revír. Jeho lovy se však stále více měnily v lovy beze zbraní, jeho výpovědí se stala kresba a malba.
Ilustroval od přelomu 40. a 50. let a už na počátku spolupracoval také se Státním nakladatelstvím dětské knihy. To už v roce 1951 vydalo pětici knih s jeho obrazovým doprovodem.
Velmi brzy se stal známým a oblíbeným ilustrátorem. Získal ocenění v soutěžích Nejkrásnější knihy roku, výroční cenu nakladatelství Albatros, diplom na Mezinárodní výstavě knižního umění v Moskvě, cenu v Citta di Caorle i na Mezinárodním knižním veletrhu v Boloni. Mnoho knih s ilustracemi Mirko Hanáka vyšly také ve Velké Británii, USA, Japonsku, Německu, Belgii, Holandsku, Finsku, Maďarsku, Polsku, Rusku a na Slovensku. Pro Gena Deitche vytvořil cca 700 obrázků pro připravovaný animovaný film Šarlotina pavučinka (1970),  který se nakonec bohužel nerealizoval a ilustrace skončily v archivu G. Deitche. Dědička z pozůstalosti prodává sporadicky, jeho ilustrace jsou však zastoupeny v Japonsku v Chichiro Iwasaki Muzeu.
Nedlouho po významném životním jubileu podlehl zhoubné leukémii.